# Operação Patmos
| |  | |
| O presidente Michel Temer (na foto), um dos alvos da Operação Patmos, teve seu mandato questionado e foi à televisão negar uma possível renúncia. |  | O senador Aécio Neves (na foto) foi afastado de suas funções pelo STF, além de ter alguns familiares presos, incluindo sua irmã Andrea, após investigação, foi inocentado das acusações, comprovando que não cometeu quaisquer crimes. |

A Operação Patmos é uma operação do âmbito da Operação Lava Jato conduzida pela Polícia Federal (PF) e a Procuradoria Geral da República (PGR), com a autorização do Supremo Tribunal Federal (STF) em 18 de maio de 2017. Seus principais alvos incluíram o presidente da República Michel Temer (PMDB), e o senador da República, Aécio Neves (PSDB). A operação foi realizada um dia após o jornal O Globo revelar a existência de áudios comprometedores e provas contra Temer, Aécio, o deputado federal paranaense Rocha Loures (PMDB) e diversos outros agentes políticos. Foram apreendidos dois milhões de reais na operação.
As revelações do O Globo e as investigações indicaram uma suposta tentativa de Temer de comprar o silêncio de Eduardo Cunha, impedindo-o de fazer uma delação premiada. Cunha era o ex-presidente da Câmara dos Deputados que encontrava-se preso, acusado de diversos crimes relacionados à corrupção. As informações foram coletadas em um diálogo de Joesley Batista, um dos donos da empresa JBS, que havia gravado o presidente e negociado um acordo de delação premiada. Além disto, no anexo 9 da delação, Joesley relata pagamento de propina de três milhões de reais a Temer em 2010, três milhões de reais em 2012, e 300 mil reais em 2016.
O senador Aécio Neves foi acusado de receber dois milhões de reais em propina. O senador foi afastado de suas funções pelo ministro Edson Fachin, que negou um pedido de prisão, feita pela PGR, contra Aécio, medida rapidamente revertida pelo Senado Federal. Sua irmã e um primo foram presos, e estabelecidas medidas cautelares contra o senador, como a apreensão de seu passaporte
.
Após 6 anos de investigações, Aécio Neves e os demais réus foram absolvidos por unanimidade pelo TRF 3, confirmando decisão da 1ª instância. Na decisão que foi confirmada pelo TRF o juiz concluiu que, como Joesley Batista disse que cogitava comprar um apartamento da família de Aécio, teria oferecido adiantar o dinheiro do pagamento para que Aécio e a irmã pagassem despesas com advogados. Ou seja, uma transação dentro da lei. O juiz considerou a denúncia do Ministério Público improcedente, e afirmou que ficou provada a inexistência de crimes cometidos por Aécio Neves e pelos outros três réus.
O nome da operação faz uma referência à ilha grega de Patmos, local onde o Apocalipse foi revelado ao apóstolo João. O jornal O Estado de S.Paulo observou a correlação entre o nome dado para a operação com seus resultados, publicando uma matéria intitulada "Operação Patmos, o apocalipse político". Com as revelações da operação, especulou-se que Temer renunciaria à presidência da República, haja vista que havia perdido significativo apoio político no Congresso Nacional. No entanto, em pronunciamento à Nação transmitido ao vivo, Temer refutou a hipótese de renúncia, dizendo que comprovaria sua inocência no STF.

## Operação
A  operação cumpriu 49 mandados judiciais: 41 de busca e apreensão e oito de prisão preventiva na residência de investigados, em seus endereços funcionais, em escritórios de advocacia e órgãos públicos. Foram detidos:
| Nome                          | Posição                               | Nota                                  |
| ----------------------------- | ------------------------------------- | ------------------------------------- |
| Andrea Neves                  | Irmã de Aécio Neves                   | Suposta operadora de Aécio            |
| Ângelo Goulart Villela        | Procurador da República               | Lotado no Tribunal Superior Eleitoral |
| Eduardo Cunha                 | Ex-presidente da Câmara dos Deputados | Preso em outra investigação           |
| Frederico Pacheco de Medeiros | Primo de Aécio Neves                  | Suposto operador de Aécio             |
| João Baptista Lima Filho      | Coronel aposentado da Polícia Militar | Suposto operador de Temer             |
| Lúcio Bolonha Funaro          | Operador de Eduardo Cunha             | Preso em outra investigação           |
| Roberta Funaro                | Irmã de Lúcio Bolonha Funaro          | Suposta operadora de Lúcio            |
| Willer Tomaz                  | Advogado                              |                                       |

Andrea Neves é suspeita de ter pedido dinheiro ao empresário Joesley Batista em nome do irmão. A PF também  cumpriu um mandado de busca e apreensão em seu apartamento em Copacabana, que pertenceu a seu avô Tancredo Neves. O ex-presidente do Partido Progressista, Pedro Corrêa, em delação premiada de março de 2016 disse que Andrea era operadora de propina do irmão. Andrea, segundo o ex-diretor da Odebrecht, Benedicto Júnior, teria recebido em uma conta em Nova Iorque propina destinada ao irmão, contrapartida a obras como a Cidade Administrativa e a usina de Santo Antônio, em Rondônia. Andrea é também acusada de tentar fugir do país, havendo comprado passagem para Londres com embarque marcado para a noite de 18 de maio.
Frederico Pacheco de Medeiros é mencionado por Aécio Neves como emissário de recebimento de propina. A denúncia oferecida pela Procuradoria Geral da República registra na página 13 uma conversa gravada entre Aécio e Joesley onde Frederico é mencionado: AÉCIO NEVES, então, reconhecendo a ilicitude de seu pedido, fala, em tom jocoso: "tem que ser um que a gente mata ele antes de fazer delação", indicando: "o FRED com um cara seu": "Vamos combinar o FRED com um cara seu porque ele sai de lá e vai no cara. E você vai me dar uma ajuda do caralho." (34min20s).
João Baptista Lima Filho foi assessor de Michel Temer em 1984 quando Temer era secretário segurança de Franco Montoro.  Lima e Temer foram citados em diversas irregularidades, tais como um esquema de propina na Docas revelado em 2000, arrecadação de recursos ilícitos na Eletronuclear  e compra da construtora Argeplan. Lima tem  um patrimônio de mais de 15 milhões de reais incluindo fazendas e 50 por cento na construtora Argeplan, especializada em serviços para o setor público. Lima adquiriu metade da construtora por apenas 250 mil reais em 2011, valor incompatível com o vulto dos contratos da construtora à época. Segundo  José Antunes Sobrinho, sócio da Engevix, o almirante Othon Luiz Pinheiro da Silva (presidente da Eletronuclear nos governos Lula e Dilma, preso na Operação Radioatividade acusado de corrupção nos contratos de Angra 3) teria sido indicado por Lima para o cargo. A Argeplan teria ganhado uma obra de 162 milhões de reais na usina de Angra 3 por influência de Temer e subcontratou a Engevix para executar o trabalho. A Argeplan subsequentemente doou 40 por cento das contribuições empresariais para a candidatura de Temer a deputado federal em 1994. A fazenda de Lima foi invadida em maio de 2016 pelo Movimento dos Trabalhadores Sem-Terra (MST) com a justificativa de se tratar de propriedade de Temer.
Willer Tomaz é um advogado supostamente ligado aos senadores Renan Calheiros e Romero Jucá, ambos implicados na Operação Lava Jato com múltiplas denúncias. O procurador-geral da República Rodrigo Janot relatou ao ministro do STF Edson Fachin que Willer, com possível ajuda do procurador da República Ângelo Goulart Vilella, tentava atrapalhar processo de colaboração premiada em curso. De origem humilde, Willer passou rapidamente de proprietário de loja de informática falida em Taguatinga para dono de escritório de advocacia de alto padrão em Brasília e Vitória, com 13 advogados e muitos clientes políticos. Segundo Joesley Batista, Willer vendia tráfico de influência, apregoando proximidade com o juiz-substituto da 10ª Vara Federal Criminal de Brasília Ricardo Soares Leite, onde tramitam ações referentes à Operação Greenfield. Joesley também afirmou que Willer teria também pedido 50 mil reais mensais para repassar a Ângelo Goulart, por informações de interesse da JBS. O advogado também arrenda quatro rádios do ex-vice-governador do DF Paulo Octávio. Ibaneis Rocha, corregedor nacional da Ordem dos Advogados do Brasil, abriu processo ético para apurar a conduta de Willer. Ibaneis  tomou a iniciativa assim que tomou conhecimento do teor do inquérito em curso no Supremo, afirmando  "O caso é grave, e será apurado" .

## Outras delações
De acordo com a revista Época, a JBS teria depositado cerca de 300 milhões de reais numa conta secreta na Suíça, cujo titular oficial é uma empresa de fachada de Joesley Batista, sediada no Panamá. Segundo, Joesley, o ex-presidente Lula podia fazer saques nessa conta para, em seguida, transferir o dinheiro para contas oficiais das campanhas eleitorais do PT em 2010 e 2014. O saldo dessa conta era gerado, segundo o empresário, a partir de vantagens ilegais obtidas pela JBS junto ao Banco Nacional de Desenvolvimento Econômico e Social (BNDES), sobretudo no período em que Luciano Coutinho presidia o banco (2007 - 2016).
Joesley também relatou o pagamento de propina, na forma de remuneração de palestras e repasses ao Instituto Lula.
Um dos donos do grupo JBS, o empresário Joesley Batista relatou ter feito pagamentos que chegaram a 150 milhões de dólares em propina em favor dos ex-presidentes Luiz Inácio Lula da Silva e Dilma Rousseff, mediante depósitos em contas distintas no exterior. Ainda segundo o delator, Lula foi destinatário de 50 milhões de dólares, enquanto Dilma teria recebido 30 milhões de dólares.

## Reações
A Ordem dos Advogados do Brasil (OAB) requisitou uma "rápida investigação a respeito da suposta obstrução da Justiça praticada pelo presidente da República." Segundo a Constituição Federal, a obstrução da Justiça é um dos crimes que podem embasar um processo de impeachment contra Temer. Entretanto, a imunidade presidencial impede sua submissão à prisão, incluindo em flagrante ou preventiva.
O ex-presidente Fernando Henrique Cardoso disse que para a solução para a crise atual é respeito absoluto à Constituição e afirmou que se Michel Temer e Aécio Neves não tiverem uma defesa razoável, devem renunciar.
O ex-ministro do STF, Joaquim Barbosa disse que as pessoas devem ir às ruas pedir a renúncia de Temer. Disse ser a única saída possível para amenizar a crise política causada no País.
Em 18 de maio de 2017, os partidos PPS e PTN anunciaram saía da base aliada ao governo Temer. PPS disse em nota, que, diante da delação premiada "de sócios da JBS envolvendo o presidente Michel Temer e da gravidade da denúncia", decidiu deixar o governo federal. No mesmo dia, o então ministro da Cultura Roberto Freire (PPS) afirmou em sua carta de demissão que decidiu deixar o cargo em razão das denúncias que atingiram o presidente Michel Temer. Posteriormente, em 20 de maio, o PSB rompeu com Temer e pediu a renúncia do presidente.
Os senadores Ana Amélia Lemos (PP), Lasier Martins (PSD) e Paulo Paim (PT) se posicionaram a favor da renúncia de Temer. Já o senador Otto Alencar (PSD) propôs a convocação de uma reunião extraordinária com o presidente do Tribunal Superior Eleitoral (TSE), Gilmar Mendes, para discutir a cassação da chapa Dilma Rousseff-Michel Temer, que para ele, é a solução mais rápida para a crise política.
O presidente Michel Temer, em coletiva no mesmo dia, afirmou que as gravações foram clandestinas, no entanto, especialistas discordam. O ministro do STF, Edson Fachin considerou as gravações legais.

## Compra de dólares e venda de ações
No dia 17 de maio a JBS comprou grande quantidade de dólares no mercado, poucas horas antes da divulgação do escândalo que fez a moeda disparar e levou a Bovespa a encerrar na manhã de quinta-feira as atividades, após queda de 10 por cento. A informação sobre a operação da empresa repercutiu no mercado financeiro. Na operação, a JBS lucrou 170 milhões de dólares. A Comissão de Valores Mobiliários (CVM) investigará o caso.
A JBS é investigada também por venda de ações por parte dos controladores dias antes, totalizando 242,3 milhões de reais. A CVM, autarquia responsável pela regulação do mercado de ações, investigará as operações.